# Ernst Fredrik Scharff
Ernst Fredrik Scharff, född 1739 i Torpa, Västmanlands län, död 14 januari 1806 i Stockholm, var en svensk postmästare och målare.
Han var son till kyrkoherden Florentinus Scharff och Hedvig Corte och gift första gången 1773 med Christina Maria Böök och andra gången från 1776 med Anna Catharina Rholff. Scharff blev postmästare i Köping 1772 och erhöll avsked från sin tjänst 1779. Han flyttade då till Stockholm där han i slutet av 1780-talet studerade konst för Louis Jean Desprez. 